# 덴노즈아이루

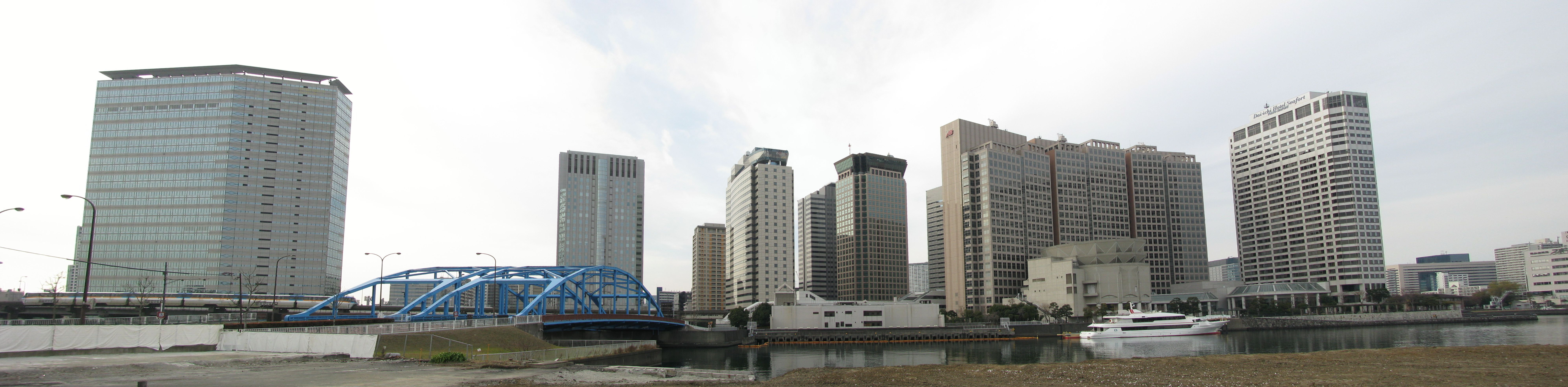
시나가와 부두에서 바라본 덴노즈아이루

덴노즈아이루(일본어: 天王洲アイル)는 일본 도쿄도 시나가와구 히가시시나가와 임해부에 있는 재개발 지역이다.
히가시 니초메에 도쿄 모노레일 하네다 선 · 도쿄 임해 고속철도 린카이 선의 덴노즈 아일 역이 있다. 도쿄 모노레일은 도쿄 국제공항에서 하마마쓰초에 린카이 선은 사이쿄 선과 상호 직통 운전을 실시하고 있으며, 시부야 · 신주쿠 · 오미야 방면으로 직결된다. 또한 도카이도 신칸센이 통과하여 시나가와역까지는 도에이 버스가 운행하고 있다. 2015년 현재의 취업 인구는 약 12,000명이다.
또한 1990년대 초반 버블 경제 말기 이후 22ha에 달하는 민간으로서 전국 최대 규모의 도시 개발이 진행되고 있으며, 레스토랑, 극장, 호텔 등이 모여있기 때문에 1990년 초에 완성 당시보다 현재까지 드라마 촬영지와 광고에 자주 사용되고 있다. 오피스 빌딩이나 고층 아파트가 꾸준히 증가해 왔기 때문에, 오피스 빌딩에 근무하는 회사원과 인근 고층 아파트에 거주하는 가족 등이 방문하는 등 방문자도 늘어가고 있다. 또한 휴일에는 산책로를 산책하는 사람들도 다수있다.